# Grand Prix Monako 1989
Grand Prix Monako 1989 (oryg. Grand Prix Automobile de Monaco) – trzecia runda Mistrzostw Świata Formuły 1 w sezonie 1989, która odbyła się 7 maja 1989, po raz 36. na torze Circuit de Monaco.
47. Grand Prix Monako, 36. zaliczane do Mistrzostw Świata Formuły 1.

## Klasyfikacja
| Legenda oznaczeń w tabelach wyników Wyświetl szablon na nowej stronie | Legenda oznaczeń w tabelach wyników Wyświetl szablon na nowej stronie                                                                     |
| Oznaczenie                                                            | Wyjaśnienie |
| --------------------------------------------------------------------- | --- |
| Złoty                                                                 | Zwycięzca lub mistrzostwo |
| Srebrny                                                               | 2. miejsce lub wicemistrzostwo |
| Brązowy                                                               | 3. miejsce lub II wicemistrzostwo |
| Zielony                                                               | Ukończył, punktował (w klasyfikacji generalnej, gdy zdobył co najmniej jeden punkt na przestrzeni sezonu, poza trzema powyższymi opcjami) |
| Niebieski                                                             | Ukończył, nie punktował (w klasyfikacji generalnej, gdy nie zdobył co najmniej jednego punktu na przestrzeni sezonu)                      |
| Czerwony                                                              | Nie zakwalifikował się (NZ) |
| Czerwony                                                              | Nie prekwalifikował się (NPK) |
| Różowy                                                                | Nie ukończył (NU) |
| Różowy                                                                | Niesklasyfikowany (NS) (w klasyfikacji generalnej, gdy nie został sklasyfikowany w żadnym wyścigu sezonu)                                 |
| Czarny                                                                | Zdyskwalifikowany (DK) |
| Czarny                                                                | Wykluczony (WYK/EX) |
| Biały                                                                 | Nie wystartował (NW) |
| Biały                                                                 | Kontuzjowany (K/INJ) |
| Biały                                                                 | Wyścig odwołany (OD/C) |
| Bez koloru                                                            | Został wycofany (WYC/WD) |
| Bez koloru                                                            | Nie przybył (NP/DNA) |
| Bez koloru                                                            | Nie brał udziału w treningach (NT/DNP) |
| Bez koloru                                                            | Nie został zgłoszony (–) |
| Pogrubienie                                                           | Start z pole position |
| Kursywa                                                               | Najszybsze okrążenie wyścigu |
| †                                                                     | Nie ukończył, ale jego rezultat został zaliczony ze względu na przejechanie więcej niż 90% dystansu wyścigu.                              |
| *                                                                     | Sezon w trakcie |
| 1/2/3                                                                 | Punktowana pozycja w sprincie kwalifikacyjnym                                                                                             |
| Lista systemów punktacji Formuły 1                                    | |

### Pre Kwalifikacje
| Pos | No | Kierowca              | Konstruktor     | Czas     |
| --- | -- | --------------------- | --------------- | -------- |
| 1   | 8  | Stefano Modena        | Brabham-Judd    | 1:26.957 |
| 2   | 21 | Alex Caffi            | Dallara-Ford    | 1:27.098 |
| 3   | 32 | Pierre-Henri Raphanel | Coloni-Ford     | 1:27.590 |
| 4   | 7  | Martin Brundle        | Brabham-Judd    | 1:27.774 |
| 5   | 18 | Piercarlo Ghinzani    | Osella-Ford     | 1:27.795 |
| 6   | 36 | Stefan Johansson      | Onyx-Ford       | 1.27.821 |
| 7   | 17 | Nicola Larini         | Osella-Ford     | 1:28.555 |
| 8   | 34 | Bernd Schneider       | Zakspeed-Yamaha | 1:28.610 |
| 9   | 37 | Bertrand Gachot       | Onyx-Ford       | 1:28.897 |
| 10  | 33 | Gregor Foitek         | Euro Brun-Judd  | 1:29.423 |
| 11  | 39 | Volker Weidler        | Rial-Ford       | 1:29.498 |
| 12  | 35 | Aguri Suzuki          | Zakspeed-Yamaha | 1:30.528 |
| 13  | 41 | Joachim Winkelhock    | AGS-Ford        | 1:32.274 |

### Kwalifikacje
| Pos | No | Kierowca              | Konstruktor           | Q1        | Q2       |
| --- | -- | --------------------- | --------------------- | --------- | -------- |
| 1   | 1  | Ayrton Senna          | McLaren-Honda         | 1:24.126  | 1:22.308 |
| 2   | 2  | Alain Prost           | McLaren-Honda         | 1:24.671  | 1:23.456 |
| 3   | 5  | Thierry Boutsen       | Williams-Renault      | 1:25.540  | 1:24.332 |
| 4   | 7  | Martin Brundle        | Brabham-Judd          | 1:26.970  | 1:24.580 |
| 5   | 27 | Nigel Mansell         | Ferrari               | 1:25.363  | 1:24.735 |
| 6   | 9  | Derek Warwick         | Arrows-Ford           | 1:26.606  | 1:24.791 |
| 7   | 6  | Riccardo Patrese      | Williams-Renault      | 1:27.138  | 1:25.021 |
| 8   | 8  | Stefano Modena        | Brabham-Judd          | 1:27.598  | 1:25.086 |
| 9   | 21 | Alex Caffi            | Dallara-Ford          | 1:27.894  | 1:25.481 |
| 10  | 22 | Andrea de Cesaris     | Dallara-Ford          | 1:26.617  | 1:25.515 |
| 11  | 23 | Pierluigi Martini     | Minardi-Ford          | 1:28.469  | 1:26.288 |
| 12  | 4  | Michele Alboreto      | Tyrrell-Ford          | Bez czasu | 1:26.388 |
| 13  | 40 | Gabriele Tarquini     | AGS-Ford              | 1:26.603  | 1:26.422 |
| 14  | 15 | Maurício Gugelmin     | March-Judd            | 1:28.917  | 1:26.522 |
| 15  | 19 | Alessandro Nannini    | Benetton-Ford         | 1:28.608  | 1:26.599 |
| 16  | 26 | Olivier Grouillard    | Ligier-Ford           | 1:27.040  | 1:26.792 |
| 17  | 30 | Philippe Alliot       | Larrousse-Lamborghini | 1:26.975  | 1:26.857 |
| 18  | 32 | Pierre-Henri Raphanel | Coloni-Ford           | 1:30.264  | 1:27.011 |
| 19  | 11 | Nelson Piquet         | Lotus-Judd            | 1:29.047  | 1:27.046 |
| 20  | 10 | Eddie Cheever         | Arrows-Ford           | 1:28.461  | 1:27.117 |
| 21  | 25 | René Arnoux           | Ligier-Ford           | 1:30.003  | 1:27.182 |
| 22  | 16 | Ivan Capelli          | March-Judd            | 1:29.800  | 1:27.302 |
| 23  | 3  | Jonathan Palmer       | Tyrrell-Ford          | 1:29.151  | 1:27.452 |
| 24  | 20 | Johnny Herbert        | Benetton-Ford         | 1:29.661  | 1:27.706 |
| 25  | 31 | Roberto Moreno        | Coloni-Ford           | 1:30.209  | 1:27.721 |
| 26  | 24 | Luis Perez-Sala       | Minardi-Ford          | 1:28.886  | 1:27.786 |
| 27  | 38 | Christian Danner      | Rial-Ford             | 1:28.737  | 1:27.910 |
| 28  | 29 | Yannick Dalmas        | Larrousse-Lamborghini | 1:29.794  | 1:27.946 |
| 29  | 12 | Satoru Nakajima       | Lotus-Judd            | 1:28.568  | 1:28.419 |

### Wyścig
| Pos | No | Kierowca              | Konstruktor           | Okrążeń | Czas/powód NU | Poz. Start. | Punktów |
| --- | -- | --------------------- | --------------------- | ------- | ------------- | ----------- | ------- |
| 1   | 1  | Ayrton Senna          | McLaren-Honda         | 77      | 1:53:33.251   | 1           | 9       |
| 2   | 2  | Alain Prost           | McLaren-Honda         | 77      | + 52.529      | 2           | 6       |
| 3   | 8  | Stefano Modena        | Brabham-Judd          | 76      | + 1 okrążenie | 8           | 4       |
| 4   | 21 | Alex Caffi            | Dallara-Ford          | 75      | + 2 Okrążenia | 9           | 3       |
| 5   | 4  | Michele Alboreto      | Tyrrell-Ford          | 75      | + 2 Okrążenia | 12          | 2       |
| 6   | 7  | Martin Brundle        | Brabham-Judd          | 75      | + 2 Okrążenia | 4           | 1       |
| 7   | 10 | Eddie Cheever         | Arrows-Ford           | 75      | + 2 Okrążenia | 20          |         |
| 8   | 19 | Alessandro Nannini    | Benetton-Ford         | 74      | + 3 Okrążenia | 15          |         |
| 9   | 3  | Jonathan Palmer       | Tyrrell-Ford          | 74      | + 3 Okrążenia | 23          |         |
| 10  | 5  | Thierry Boutsen       | Williams-Renault      | 74      | + 3 Okrążenia | 3           |         |
| 11  | 16 | Ivan Capelli          | March-Judd            | 73      | + 4 Okrążenia | 22          |         |
| 12  | 25 | René Arnoux           | Ligier-Ford           | 73      | + 4 Okrążenia | 21          |         |
| 13  | 22 | Andrea de Cesaris     | Dallara-Ford          | 73      | + 4 Okrążenia | 10          |         |
| 14  | 20 | Johnny Herbert        | Benetton-Ford         | 73      | + 4 Okrążenia | 24          |         |
| 15  | 6  | Riccardo Patrese      | Williams-Renault      | 73      | + 4 Okrążenia | 7           |         |
| NU  | 24 | Luis Perez-Sala       | Minardi-Ford          | 48      | Przegrzanie   | 26          |         |
| NU  | 40 | Gabriele Tarquini     | AGS-Ford              | 46      | Elektryka     | 13          |         |
| NU  | 31 | Roberto Moreno        | Coloni-Ford           | 44      | Skrz. biegów  | 25          |         |
| NU  | 30 | Philippe Alliot       | Larrousse-Lamborghini | 38      | Silnik        | 17          |         |
| NU  | 15 | Maurício Gugelmin     | March-Judd            | 36      | Silnik        | 14          |         |
| NU  | 11 | Nelson Piquet         | Lotus-Judd            | 32      | Kolizja       | 19          |         |
| NU  | 27 | Nigel Mansell         | Ferrari               | 30      | Skrz. biegów  | 5           |         |
| NU  | 32 | Pierre-Henri Raphanel | Coloni-Ford           | 19      | Skrz. biegów  | 18          |         |
| NU  | 26 | Olivier Grouillard    | Ligier-Ford           | 4       | Skrz. biegów  | 16          |         |
| NU  | 23 | Pierluigi Martini     | Minardi-Ford          | 3       | Sprzęgło      | 11          |         |
| NU  | 9  | Derek Warwick         | Arrows-Ford           | 2       | Elektryka     | 6           |         |
| NZ  | 38 | Christian Danner      | Rial-Ford             |         |               |             |         |
| NZ  | 29 | Yannick Dalmas        | Larrousse-Lamborghini |         |               |             |         |
| NZ  | 12 | Satoru Nakajima       | Lotus-Judd            |         |               |             |         |
| NPK | 18 | Piercarlo Ghinzani    | Osella-Ford           |         |               |             |         |
| NPK | 36 | Stefan Johansson      | Onyx-Ford             |         |               |             |         |
| NPK | 17 | Nicola Larini         | Osella-Ford           |         |               |             |         |
| NPK | 34 | Bernd Schneider       | Zakspeed-Yamaha       |         |               |             |         |
| NPK | 37 | Bertrand Gachot       | Onyx-Ford             |         |               |             |         |
| NPK | 33 | Gregor Foitek         | Euro Brun-Judd        |         |               |             |         |
| NPK | 39 | Volker Weidler        | Rial-Ford             |         |               |             |         |
| NPK | 35 | Aguri Suzuki          | Zakspeed-Yamaha       |         |               |             |         |
| NPK | 41 | Joachim Winkelhock    | AGS-Ford              |         |               |             |         |